# Krzysztof Jotko
Krzysztof Jotko (19 de agosto de 1989, Elbląg, Polonia) es un artista marcial mixto polaco que compite actualmente en la división de peso semipesado de Professional Fighters League.

## Carrera de artes marciales mixtas

### Carrera temprana
Jotko se enfrentó a Bojan Veličković en MMA Attack 3 el 27 de abril de 2013. Ganó por decisión mayoritaria, en una pelea que le valió a ambos luchadores el premio a la Pelea de la Noche.

### Ultimate Fighting Championship
Jotko hizo su debut en la promoción enfrentándose a Bruno Santos en UFC Fight Night: Hunt vs. Bigfoot el 7 de diciembre de 2013. Ganó el combate por decisión unánime.
Luego se enfrentó a Magnus Cedenblad en UFC Fight Night: Muñoz vs. Mousasi el 31 de mayo de 2014. Jotko perdió el combate por sumisión en el primer asalto.
Jotko se enfrentó a Tor Troéng el 4 de octubre de 2014 en UFC Fight Night: Nelson vs. Story. Ganó el combate por decisión unánime.
Se esperaba que Jotko se enfrentara a Derek Brunson el 20 de junio de 2015 en UFC Fight Night: Jędrzejczyk vs. Penne. Sin embargo, Brunson se retiró de la pelea el 9 de junio citando una lesión en las costillas y fue reemplazado brevemente por Uriah Hall. Tres días después de la contratación, Hall fue retirado por un supuesto problema de visa. A su vez, Jotko fue eliminado por completo de la tarjeta.
Jotko se enfrentó a Scott Askham el 24 de octubre de 2015 en UFC Fight Night: Holohan vs. Smolka. Ganó el combate por decisión dividida.
Jotko se enfrentó a Brad Scott el 27 de febrero de 2016 en UFC Fight Night: Silva vs. Bisping. Ganó el combate por decisión unánime.
Jotko se enfrentó después a Tamdan McCrory el 18 de junio de 2016 en UFC Fight Night: MacDonald vs. Thompson. Ganó el combate por nocaut en el primer asalto y recibió el premio a la Actuación de la Noche.
Jotko se enfrentó a Thales Leites el 19 de noviembre de 2016 en UFC Fight Night: Bader vs. Nogueira 2. Ganó el combate por decisión unánime.
Jotko se enfrentó a David Branch el 13 de mayo de 2017 en UFC 211. Perdió el combate por decisión dividida.
Jotko se enfrentó a Uriah Hall el 16 de septiembre de 2017 en UFC Fight Night: Rockhold vs. Branch. Perdió el combate por nocaut en el segundo asalto.
Jotko se enfrentó a Brad Tavares el 14 de abril de 2018 en UFC on Fox: Poirier vs. Gaethje. Perdió el combate por nocaut técnico en el tercer asalto.
Jotko estaba programado para enfrentarse a Adam Yandiev en septiembre de 2018 en UFC Fight Night: Hunt vs. Oleinik. Sin embargo, Jotko se retiró del combate el 16 de agosto alegando una lesión y fue sustituido por Jordan Johnson.
Se esperaba que Jotko se enfrentara al recién llegado Roman Kopylov el 20 de abril de 2019 en UFC Fight Night: Overeem vs. Oleinik. Sin embargo, Kopylov se retiró del combate el 22 de marzo alegando una lesión y fue sustituido por Alen Amedovski. Jotko ganó el combate por decisión unánime.
Jotko se enfrentó a Marc-André Barriault el 27 de julio de 2019 en UFC 240. Ganó el combate por decisión dividida.
Se esperaba que Jotko se enfrentara a Edmen Shahbazyan el 2 de noviembre de 2019 en UFC 244. Sin embargo, Jotko se retiró del combate y fue sustituido por Brad Tavares.
Jotko estaba programado para enfrentarse a Eryk Anders el 11 de abril de 2020 en UFC Fight Night: Overeem vs. Harris. Debido a la pandemia de COVID-19, el evento fue finalmente pospuesto al 16 de mayo de 2020 en UFC on ESPN: Overeem vs. Harris. Ganó el combate por decisión unánime.
Jotko estaba programado para enfrentarse a Makhmud Muradov el 31 de octubre de 2020 en UFC Fight Night: Hall vs. Silva. Sin embargo, Jotko fue retirado del evento, citando una lesión, y fue reemplazado por Kevin Holland.
Jotko se enfrentó a Sean Strickland el 1 de mayo de 2021 en UFC on ESPN: Reyes vs. Procházka. Perdió el combate por decisión unánime.
Jotko se enfrentó a Misha Cirkunov el 2 de octubre de 2021 en UFC Fight Night: Santos vs. Walker. Ganó el combate por decisión dividida.

## Campeonatos y logros

### Artes marciales mixtas
- MMA Attack
  - Pelea de la Noche (una vez) vs. Bojan Veličković
- The Ultimate Fighting Championship
  - Actuación de la Noche (una vez) vs. Tamdan McCrory

## Récord en artes marciales mixtas
| Resultado | Récord | Oponente              | Método                                     | Evento                                  | Fecha                    | Ronda | Tiempo | Localización            | Notas                                  |
| --------- | ------ | --------------------- | ------------------------------------------ | --------------------------------------- | ------------------------ | ----- | ------ | ----------------------- | -------------------------------------- |
| Victoria  | 23-5   | Misha Cirkunov        | Decisión (dividida)                        | UFC Fight Night: Santos vs. Walker      | 2 de octubre de 2021     | 3     | 5:00   | Las Vegas, Nevada       |                                        |
| Derrota   | 22-5   | Sean Strickland       | Decisión (unánime)                         | UFC on ESPN: Reyes vs. Procházka        | 1 de mayo de 2021        | 3     | 5:00   | Las Vegas, Nevada       |                                        |
| Victoria  | 22-4   | Eryk Anders           | Decisión (unánime)                         | UFC on ESPN: Overeem vs. Harris         | 16 de mayo de 2020       | 3     | 5:00   | Jacksonville, Florida   |                                        |
| Victoria  | 21-4   | Marc-André Barriault  | Decisión (dividida)                        | UFC 240                                 | 27 de julio de 2019      | 3     | 5:00   | Edmonton, Alberta       |                                        |
| Victoria  | 20-4   | Alen Amedovski        | Decisión (unánime)                         | UFC Fight Night: Overeem vs. Oleinik    | 20 de abril de 2019      | 3     | 5:00   | San Petersburgo         |                                        |
| Derrota   | 19-4   | Brad Tavares          | TKO (puñetazos)                            | UFC on Fox: Poirier vs. Gaethje         | 14 de abril de 2018      | 3     | 2:16   | Glendale, Arizona       |                                        |
| Derrota   | 19-3   | Uriah Hall            | TKO (puñetazos)                            | UFC Fight Night: Rockhold vs. Branch    | 16 de septiembre de 2017 | 2     | 2:25   | Pittsburgh, Pensilvania |                                        |
| Derrota   | 19-2   | David Branch          | Decisión (dividida)                        | UFC 211                                 | 13 de mayo de 2017       | 3     | 5:00   | Dallas, Texas           |                                        |
| Victoria  | 19-1   | Thales Leites         | Decisión (unánime)                         | UFC Fight Night: Bader vs. Nogueira 2   | 19 de noviembre de 2016  | 3     | 5:00   | São Paulo               |                                        |
| Victoria  | 18-1   | Tamdan McCrory        | KO (puñetazos)                             | UFC Fight Night: MacDonald vs. Thompson | 18 de junio de 2016      | 1     | 0:59   | Ottawa, Ontario         | Actuación de la Noche.                 |
| Victoria  | 17-1   | Brad Scott            | Decisión (unánime)                         | UFC Fight Night: Silva vs. Bisping      | 27 de febrero de 2016    | 3     | 5:00   | Londres                 |                                        |
| Victoria  | 16-1   | Scott Askham          | Decisión (dividida)                        | UFC Fight Night: Holohan vs. Smolka     | 24 de octubre de 2015    | 3     | 5:00   | Dublín                  |                                        |
| Victoria  | 15-1   | Tor Troéng            | Decisión (unánime)                         | UFC Fight Night: Nelson vs. Story       | 4 de octubre de 2014     | 3     | 5:00   | Estocolmo               |                                        |
| Derrota   | 14-1   | Magnus Cedenblad      | Sumisión (estrangulamiento por guillotina) | UFC Fight Night: Muñoz vs. Mousasi      | 31 de mayo de 2014       | 2     | 4:59   | Berlín                  |                                        |
| Victoria  | 14-0   | Bruno Santos          | Decisión (unánime)                         | UFC Fight Night: Hunt vs. Bigfoot       | 7 de diciembre de 2013   | 3     | 5:00   | Brisbane                |                                        |
| Victoria  | 13-0   | Bojan Veličković      | Decisión (mayoritaria)                     | MMA Attack 3                            | 27 de abril de 2013      | 3     | 5:00   | Katowice                | Pelea de la Noche.                     |
| Victoria  | 12-0   | Martin Zawada         | Decisión (dividida)                        | Fight Night Merseburg 5                 | 8 de septiembre de 2012  | 3     | 5:00   | Merseburgo              |                                        |
| Victoria  | 11-0   | Fabian Loewke         | Sumisión (estrangulamiento por detrás)     | Fight Night Merseburg 5                 | 8 de septiembre de 2012  | 2     | 1:12   | Merseburgo              | Regreso al peso medio.                 |
| Victoria  | 10-0   | Damir Hadžović        | Decisión (unánime)                         | MMA Attack 2                            | 27 de abril de 2012      | 3     | 5:00   | Poznan                  | Debut en el peso wélter.               |
| Victoria  | 9-0    | Tomasz Kondraciuk     | TKO (sumisión a puñetazos)                 | X Fight Series: Night of Champions 3    | 4 de febrero de 2012     | 2     | 4:08   | Międzychód              |                                        |
| Victoria  | 8-0    | Krzysztof Sadecki     | Decisión (unánime)                         | Pro Fight 6                             | 4 de junio de 2011       | 3     | 5:00   | Włocławek               |                                        |
| Victoria  | 7-0    | Michal Lutka          | TKO (puñetazos)                            | Fight Club Koszalin                     | 14 de mayo de 2011       | 1     | 3:09   | Koszalin                |                                        |
| Victoria  | 6-0    | Oskar Ślepowroński    | TKO (parada médica)                        | Chelm Fight Night                       | 9 de abril de 2011       | 1     | 4:09   | Chełm                   |                                        |
| Victoria  | 5-0    | Shamil Ilyasov        | TKO (puñetazos)                            | ZSSC: Martial Arts Night 4              | 26 de febrero de 2011    | 1     | N/A    | Ząbkowice Śląskie       |                                        |
| Victoria  | 4-0    | Przemyslaw Truszewski | TKO (parada médica)                        | ZSSC: Martial Arts Night 4              | 26 de febrero de 2011    | 3     | 5:00   | Ząbkowice Śląskie       |                                        |
| Victoria  | 3-0    | Lukasz Nikolajczyk    | Decisión (unánime)                         | ZSSC: Martial Arts Night 4              | 26 de febrero de 2011    | 2     | 5:00   | Ząbkowice Śląskie       |                                        |
| Victoria  | 2-0    | Maciej Browarski      | Decisión (unánime)                         | Black Dragon: Fight Show                | 20 de noviembre de 2010  | 2     | 5:00   | Andrychów               | Combate de peso acordado (192 libras). |
| Victoria  | 1-0    | Robert Balicki        | Decisión (unánime)                         | Pro Fight 5                             | 8 de junio de 2010       | 2     | 5:00   | Breslavia               |                                        |